# Clase Oberon
La clase Oberon fue una serie de submarinos convencionales de origen británico, veintisiete en total, basados en el diseño de los submarinos clase Porpoise.
Trece de los submarinos clase Oberon fueron construidos para la Marina Real británica, mientras que los catorce restantes fueron construidos y exportados para las armadas de otros países: seis para la Marina Real Australiana, tres para la Marina Real Canadiense (a los que posteriormente se sumaron dos submarinos británicos transferidos), tres para la Marina de Brasil y dos para la Armada de Chile.
A fecha 2006 al menos catorce de los submarinos clase Oberon habían sido preservados de algún modo tras causar baja en sus marinas. Siete se habían convertido en barcos museo o en atracciones turísticas, dos preservados parcialmente como monumentos, mientras que los cinco restantes permanecían a la espera para darles algún tipo de uso.

## Diseño y construcción

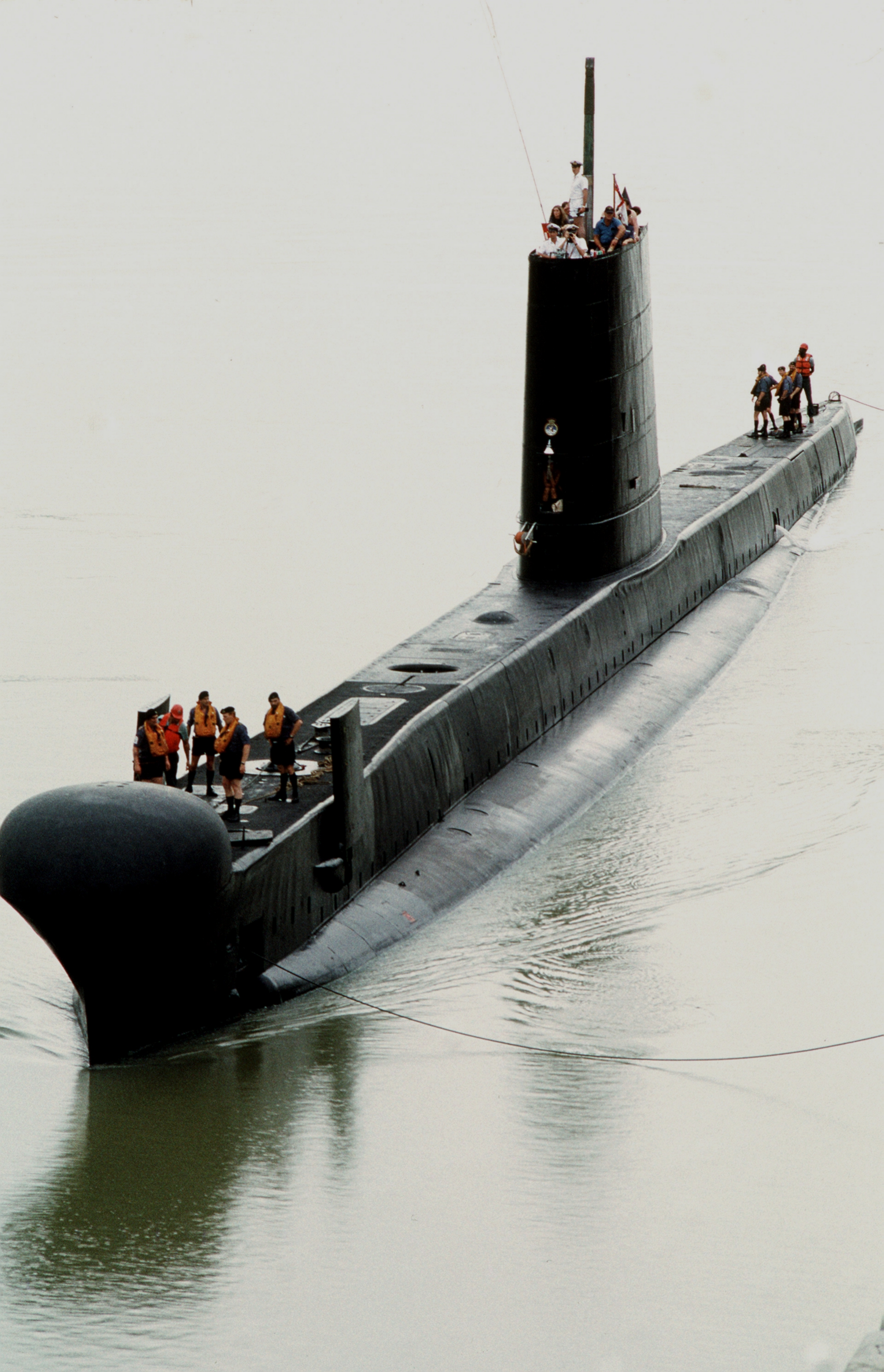
El submarino clase Oberon HMS Ocelot navegando en 1989.

El diseño de los submarinos clase Oberon, de 90 m de eslora, estuvo muy influenciado por la anterior clase de submarinos de la Marina Real Británica, la clase Porpoise, en servicio entre 1956 y 1988. Las modificaciones respecto a la clase Porpoise se centraron principalmente en reducir la firma acústica y mejorar la resistencia del casco. En lugar de acero UXW se empleó acero QT28, el cual era más sencillo de producir y más resistente, permitiendo a los submarinos clase Oberon alcanzar cotas más profundas. También se recurrió al plástico reforzado con vidrio para la construcción del casco.
La electrónica, sonar y radar del submarino se mejoraron a los últimos estándares militares. La clase Oberon fue equipada con un radar de superficie y navegación Type 1002, un sonar de ataque activo-pasivo Type 187, y un sonar de largo alcance Type 2007.
La construcción de los submarinos clase Oberon se llevó a cabo en varios astilleros del Reino Unido: los seis submarinos australianos y los dos chilenos se produjeron en el Scotts Shipbuilding and Engineering Company, los tres brasileños por Vickers-Armstrong; y los tres submarinos canadienses por Chatham Dockyard. La construcción de los submarinos de la Marina Real Británica corrió a cargo de los tres astilleros señalados y también por parte de Cammell Laird.

### Armamento

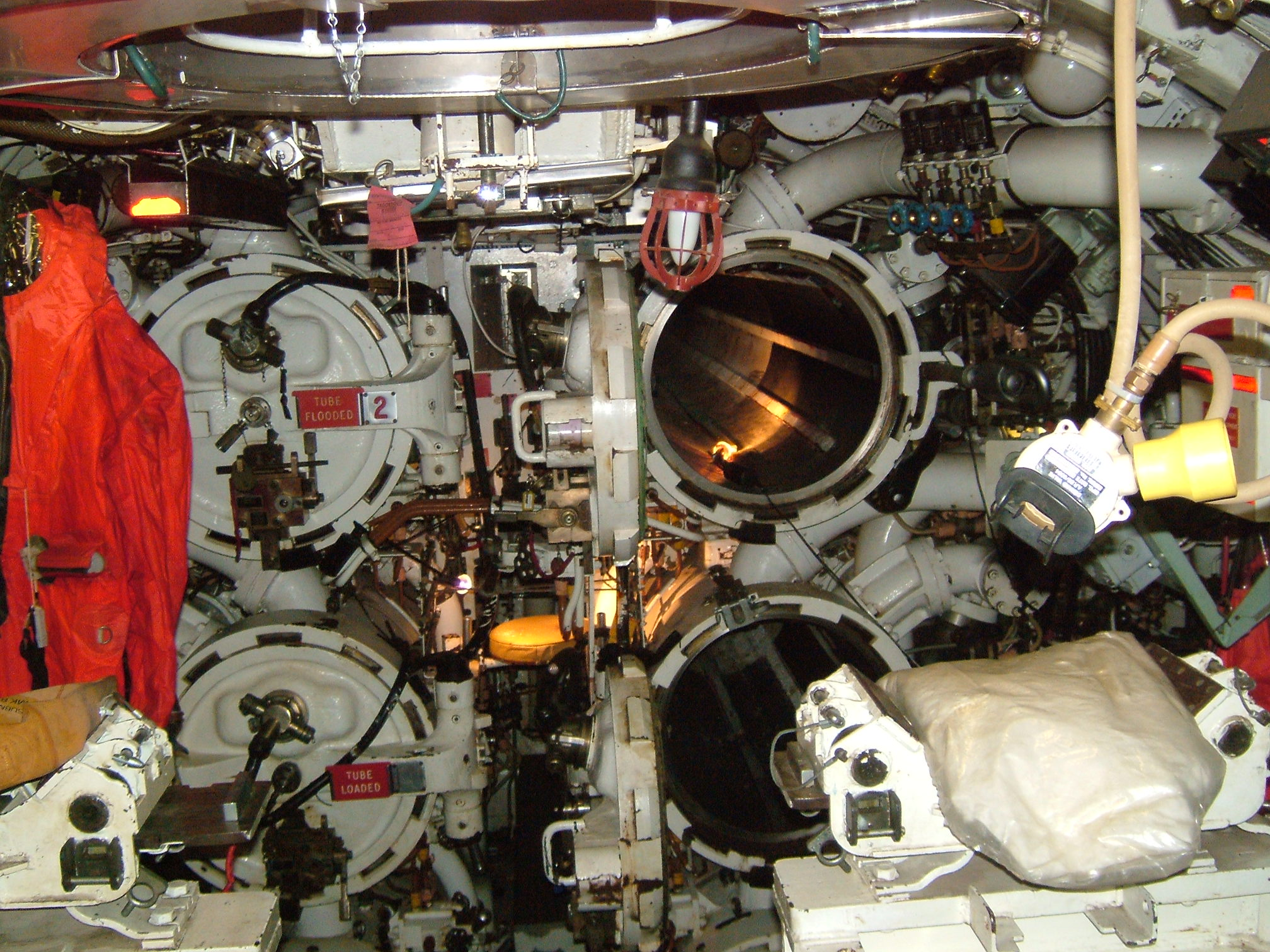
Tubos de torpedos delanteros en el HMS Ocelot.

Los submarinos clase Oberon estaban armados originalmente con ocho tubos lanzatorpedos de 21 pulgadas (533,4 mm): seis ubicados a proa, y los otros dos a popa destinados a ser utilizados como defensa antisubmarina. Los submarinos portaban normalmente 20 torpedos de reserva en la proa, de los modelos Mark 24 Tigerfish y Mark 8, mientras que en los tubos de popa solo se podían utilizar los dos previamente cargados, sin posibilidad de recarga ni reserva. Los torpedos podían ser sustituidos por minas navales: la carga de torpedos podía reemplazarse por más de 50 minas Mark 5 Stonefish o Mark 6 Sea Urchin.

### Propulsión
Los Oberon utilizaban un sistema de propulsión diésel-eléctrica que recurría a baterías de plomo-ácido para proporcionar energía cuando los motores no se utilizaban. Cada submarino estaba equipado con dos motores diésel Admiralty Standard V-16 (ASR1 16VMS) cada uno de los cuales movía un generador de 1280 kW. Estos proporcionaban energía directamente a dos motores eléctricos 2000 BHP, los que a su vez transmitían movimiento directamente a dos ejes propulsores, o bien los generadores eran empleados para recargar las baterías. Los motores diésel sólo podían funcionar cuando fuera posible la ventilación con el exterior, lo cual se podía conseguir bien navegando en superficie o sumergido pero cerca de la superficie con la ayuda de dos esnórquel. Uno de los esnórquel introducía aire fresco mientras que el otro expulsaba los gases de combustión de los motores.

### Variantes

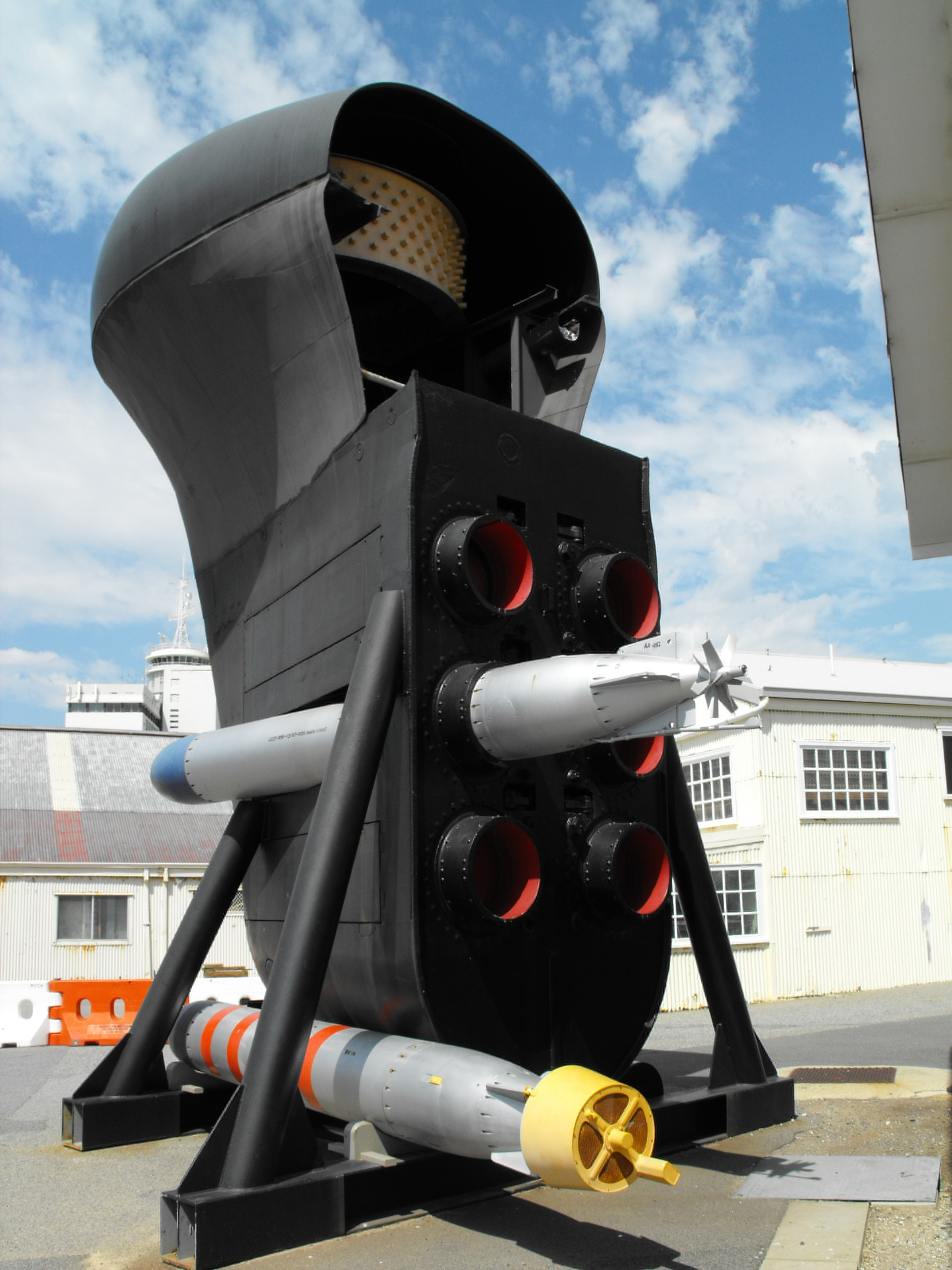
Proa del HMAS Oxley, conservada y expuesta al público. Puede apreciarse los tubos lanzatorpedos y el sonar.

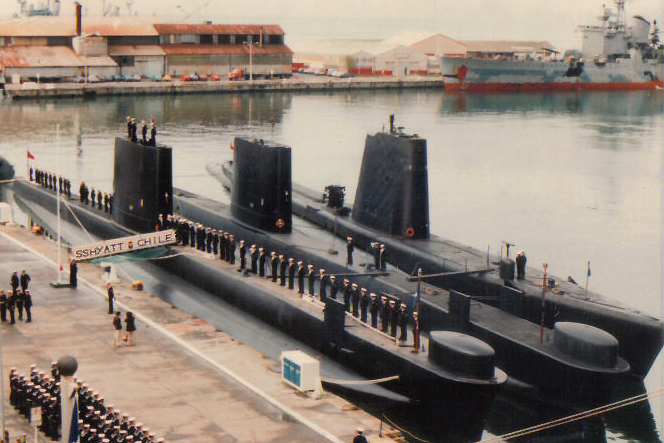
Los submarinos clase Oberon Hyatt y O'Brien acoplados junto con el submarino Capitán Simpson.

#### Australia
La Marina Real Australiana adquirió seis submarinos clase Oberon: con un pedido inicial de cuatro y un segundo de dos. El segundo pedido, originalmente de cuatro submarinos, fue finalmente reducido a dos por razones presupuestarias y para dar prioridad al Grupo de Aviación Naval (Fleet Air Arm).
Los Oberon australianos tenían diferencias en el equipamiento electrónico respecto a la serie original británica. Los sistemas de radar y sonar eran de origen estadounidense. Llevaban un sonar pasivo Sperry Micropuffs y un sonar de ataque Krupp CSU3-41. En cuanto a armamento, en lugar de los torpedos Tigerfish, los australianos emplearon los torpedos Mark 48 de origen estadounidense. La capacidad para torpedos era ligeramente mayor, pudiendo llevar 22 torpedos para los lanzatorpedos de proa, seis de los cuales estaban pre-cargados. Poco después de que los Oberon australianos entraran en servicio, los tubos lanzatorpedos de popa fueron sellados y anulados en todos los submarinos.
Los submarinos Oberon australianos fueron equipados posteriormente con el misil antibuque Harpoon, de origen estadounidense. En 1985, en la isla de Kauai (Hawái), el submarino HMAS Ovens se convirtió en el segundo submarino convencional y el primero de la clase Oberon en disparar un misil Harpoon, alcanzando con éxito un blanco situado más allá de la línea del horizonte. Como consecuencia de ello, la designación de los Oberon australiano pasó de SS (submarino) a SSG (submarino misilístico). 

#### Brasil
La principal diferencia entre los submarinos Oberon británicos y brasileños fue el sistema de combate, recurriendo los segundos a uno manufacturado por Vickers. Los submarinos brasileños fueron modernizados para poder utilizar una versión superior de los torpedos Tigerfish.

#### Canadá
Los tres submarinos construidos originalmente para Canadá fueron equipados con un sistema de aire acondicionado mejorado y varios componentes internos fueron reemplazados por otros canadienses. En cuanto el armamento, los Oberon canadienses utilizaron torpedos estadounidenses durante toda su etapa en activo: inicialmente equipados con torpedos Mark 37, posteriormente se introdujeron los torpedos Mark 48.

#### Chile
Los Oberon chilenos fueron idénticos a los británicos, excepto en el armamento, al llevar torpedos SUT de origen alemán.

## Unidades
| Nombre                  | Numeral               | Astillero             | Botadura                 | Alta                     | Baja                     | Situación                                                                | Notas                 |
| Marina Real británica   | Marina Real británica | Marina Real británica | Marina Real británica    | Marina Real británica    | Marina Real británica    | Marina Real británica                                                    | Marina Real británica |
| ----------------------- | --------------------- | --------------------- | ------------------------ | ------------------------ | ------------------------ | ------------------------------------------------------------------------ | --------------------- |
| HMS Oberon              | S09                   | Chatham Dockyard      | 18 de julio de 1959      | 24 de febrero de 1961    | 1986                     | Vendido a Egipto. Desguazado.                                            |                       |
| HMS Odin                | S10                   | Cammell Laird         | 4 de noviembre de 1960   | 3 de mayo de 1962        | 1990                     | Desguazado.                                                              |                       |
| HMS Orpheus             | S11                   | Vickers-Armstrongs    | 17 de noviembre de 1959  |                          | ¿1990?                   | Desguazado en 1994.                                                      |                       |
| HMS Olympus             | S12                   | Vickers-Armstrongs    | 14 de junio de 1961      | 1961                     | 1980                     | Transferido a Canadá como buque de entrenamiento. Desguazado en 2011.    |                       |
| HMS Osiris              | S13                   | Vickers-Armstrongs    | 1964                     |                          | 1989                     | Transferido a Canadá en 1989 como repuestos. Desguazado.                 |                       |
| HMS Onslaught           | S14                   | Chatham Dockyard      | 1961                     | 14 de septiembre de 1962 | 1990                     |                                                                          |                       |
| HMS Otter               | S15                   | Scotts Shipbuilding   | 15 de mayo de 1961       | 20 de agosto de 1962     | 31 de julio de 1991      | Desguazado en 1992. Algunas piezas vendidas a Chile como repuesto.       |                       |
| HMS Oracle              | S16                   | Cammell Laird         | 26 de septiembre de 1961 | 14 de febrero de 1963    | 18 de septiembre de 1993 | Desguazado en 2003.                                                      |                       |
| HMS Ocelot              | S17                   | Chatham Dockyard      | 5 de mayo de 1962        | 31 de enero de 1964      | Agosto de 1991           | Barco museo en Chatham (Kent).                                           |                       |
| HMS Otus                | S18                   | Scotts Shipbuilding   | 17 de octubre de 1962    | 5 de octubre de 1963     | ¿1990?                   | Emplazado en Sassnitz (Alemania) como barco museo.                       |                       |
| HMS Opossum             | S19                   | Cammell Laird         | 23 de mayo de 1963       | 5 de junio de 1964       | Agosto de 1993           |                                                                          |                       |
| HMS Opportune           | S20                   | Scotts Shipbuilding   | 14 de febrero de 1964    | 29 de diciembre de 1964  | 2 de junio de 1993       | Desguazado.                                                              |                       |
| HMS Onyx                | S21                   | Cammell Laird         | Agosto de 1966           | Septiembre de 1967       | 1991                     | Conservado y visible al público en Barrow-in-Furness.                    |                       |
| Marina Real Australiana |                       |                       |                          |                          |                          |                                                                          |                       |
| HMAS Oxley              | S 57                  | Scotts Shipbuilding   | 24 de septiembre de 1965 | 21 de marzo de 1967      | Febrero de 1992          | Desguazado. La proa se conserva en el Western Australian Museum.         |                       |
| HMAS Otway              | S 59                  | Scotts Shipbuilding   | 29 de noviembre de 1966  | 23 de abril de 1968      | 17 de febrero de 1994    | Conservado como monumento en Holbrook (Nueva Gales del Sur).             |                       |
| HMAS Onslow             | SS 60                 | Scotts Shipbuilding   | 3 de diciembre de 1968   | 22 de diciembre de 1969  | 30 de marzo de 1990      | Conservado como barco museo.                                             |                       |
| HMAS Orion              | SS 61                 | Scotts Shipbuilding   | 19 de septiembre de 1974 | 15 de junio de 1977      | 1996                     | Desguazado en 2006.                                                      |                       |
| HMAS Ovens              | S 70                  | Scotts Shipbuilding   | 4 de diciembre de 1967   | 18 de abril de 1969      | 1 de diciembre de 1995   | Conservado como barco museo.                                             |                       |
| HMAS Otama              | SS 72                 | Scotts Shipbuilding   | 3 de diciembre de 1975   | 27 de abril de 1978      | 15 de diciembre de 2000  | Baja a la espera de destino.                                             |                       |
| Marina de Brasil        |                       |                       |                          |                          |                          |                                                                          |                       |
| Humaitá                 | S20                   | Vickers-Armstrongs    | 15 de octubre de 1971    | ¿?                       | 1996                     |                                                                          |                       |
| Tonelero                | S21                   | Vickers-Armstrongs    | 22 de noviembre de 1972  | ¿?                       | 1996                     |                                                                          |                       |
| Riachuelo               | S22                   | Vickers-Armstrongs    | 6 de septiembre de 1975  | Marzo de 1977            | 1997                     |                                                                          |                       |
| Marina Real Canadiense  |                       |                       |                          |                          |                          |                                                                          |                       |
| HMCS Ojibwa             | S72                   | Chatham Dockyard      | 29 de febrero de 1964    | 23 de septiembre de 1965 | Mayo de 1998             | Conservado como barco museo.                                             | [ nota 1 ]            |
| HMCS Onondaga           | S73                   | Chatham Dockyard      | 25 de septiembre de 1965 | 22 de junio de 1967      | 28 de julio de 2000      | Conservado como barco museo.                                             |                       |
| HMCS Okanagan           | S74                   | Chatham Dockyard      | 17 de septiembre de 1966 | 22 de junio de 1968      | 14 de septiembre de 1998 | Desguazado.                                                              |                       |
| Olympus                 | —                     | Vickers-Armstrongs    | 14 de junio de 1961      | —                        | —                        | Desguazado.                                                              | [ nota 2 ]            |
| Osiris                  | —                     | Vickers-Armstrongs    | 1964                     | —                        | —                        | Desguazado.                                                              | [ nota 3 ]            |
| Armada de Chile         |                       |                       |                          |                          |                          |                                                                          |                       |
| O'Brien                 | S22                   | Scotts Shipbuilding   | 21 de diciembre de 1972  | 10 de agosto de 1976     | 31 de diciembre de 2001  | Buque museo en la rivera del río Calle Calle, Ciudad de Valdivia (Chile) |                       |
| Hyatt                   | S23                   | Scotts Shipbuilding   | 26 de septiembre de 1973 | ¿?                       | ¿?                       | Desguazado en Perú.                                                      |                       |

## Servicio activo

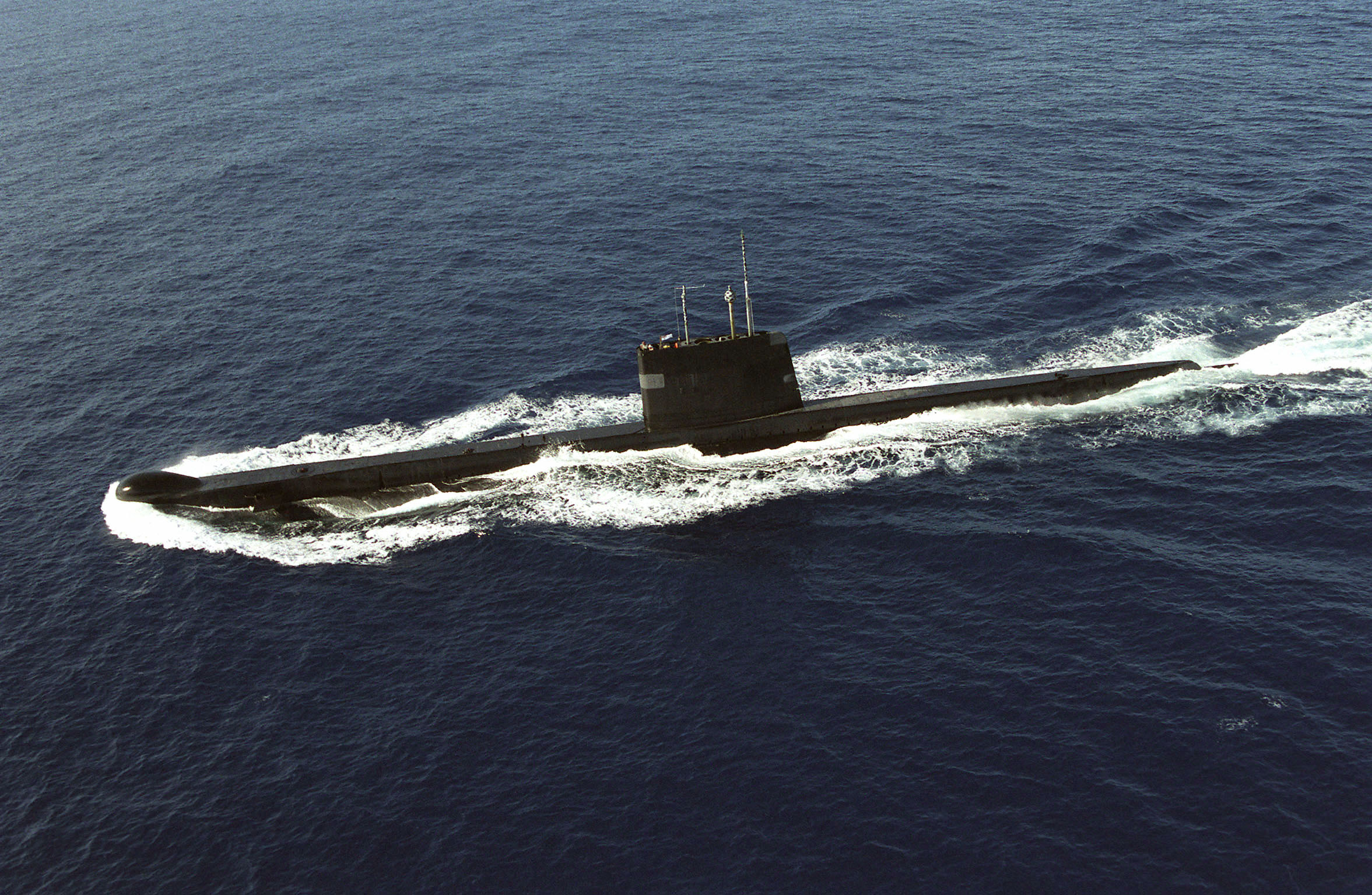
El HMAS Onslow durante unas maniobras en el océano Pacífico en 1998.

El primer submarino clase Oberon en causar alta en la Marina Real Británica fue el HMS Orpheus en 1960, seguido por el HMS Oberon en 1961. Seis submarinos más fueron comisionados por los británicos entre 1967 y 1978. En 1982, el HMS Onyx tomó parte en la guerra de las Malvinas, siendo el único submarino de propulsión convencional británico en el teatro de operaciones. Entre sus misiones estuvo el desembarco de comandos especiales del Special Boat Service (SBS). Todos los submarinos clase Oberon, incluyendo los que se exportaron a otras marinas, han causado baja. El último de los Oberon británico fue dado de baja en 1993, mientras que los últimos submarinos de las marinas canadiense y australiana lo hicieron en el 2000.
Al igual que los submarinos clase Porpoise, los Oberon eran más silenciosos que los submarinos estadounidenses. Desempeñaron con éxito misiones encubiertas, de vigilancia y de desembarco de fuerzas especiales, de vital importancia en el contexto de la Guerra Fría. Este tipo de misiones fueron llevadas a cabo por los británicos en el Ártico, por los canadienses en el Atlántico Norte y por las unidades australianas a lo largo del Sureste Asiático y el Mar del Japón.
Los submarinos clase Oberon fueron calificados como uno de los mejores submarinos convencionales de su momento, manteniendo su alta reputación dentro de sus respectivas marinas hasta que fue reemplazado por nuevas clases de submarinos, como los Collins australianos y los Victoria canadienses.

## Bajas
A fecha 2006, al menos catorce submarinos clase Oberon habían sido preservados de algún modo. Siete de ellos se habían convertido en barcos museo o en atracciones turísticas. Dos habían sido preservados parcialmente como monumentos, mientras que los cinco restantes estaban a la espera de adaptarse a fines museísticos o para otros fines.
Dos de los submarinos de la Marina Real Británica han sido preservados en el Reino Unido. El HMS Onyx fue trasladado a Barrow-in-Furness después de funcionar como museo en Birkenhead (Merseyside). El otro submarino, el HMS Ocelot se encuentra en Chatham. El HMS Otus está anclado en la isla de Rügen (Sassnitz, Alemania), donde puede ser visitado. Dos de los Oberon fueron transferidos a Canadá: el Olympus se convirtió en un buque de entrenamiento, mientras que el Osiris fue desmantelado como repuestos. Los restantes submarinos británicos fueron dados de baja y desguazados. 
Los seis submarinos clase Oberon que sirvieron en la Marina Real Australiana han sido preservados y se encuentran expuestos al público completa o parcialmente. El HMAS Ovens se encuentra en el Western Australian Museum en Fremantle, mientras que el HMAS Onslow está localizado en el Australian National Maritime Museum de Puerto Darling (Sídney). La vela, casco exterior y sección de popa del HMAS Otway se preservan en la localidad de Holbrook (Nueva Gales del Sur). El HMAS Otama se encuentra en la Bahía de Westernport (Victoria) donde permanece a la espera desde 2000 para convertirse en barco museo, aunque las limitaciones presupuestarias llevaron a intentar vender el submarino en eBay en 2008.  El HMAS Oxley se ha preservado como monumento en la Base Naval de Stirling (Australia Occidental). La vela del HMAS Orion también se ha preservado como monumento memorial en Rockingham (Australia Occidental).

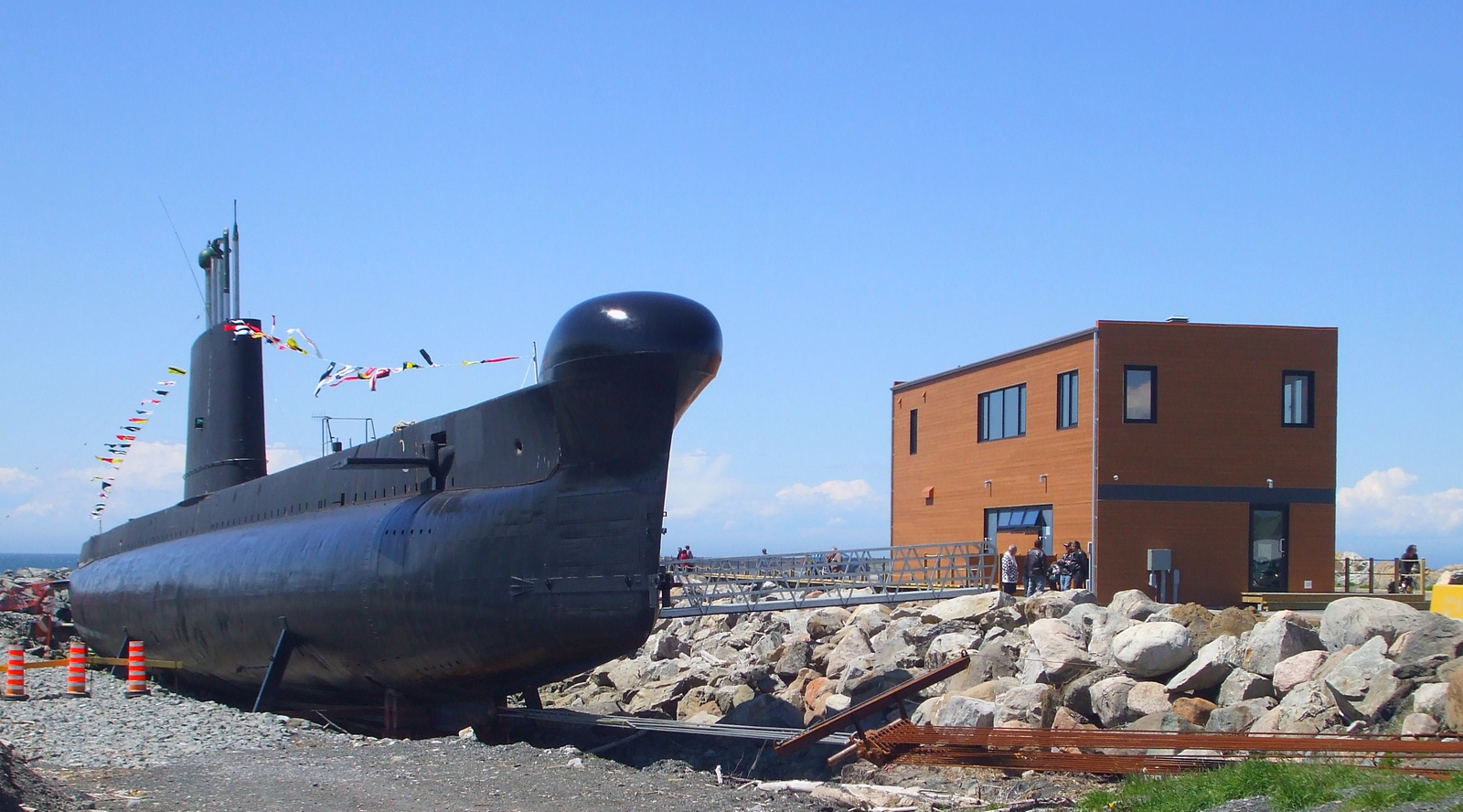
El HMCS Onondaga de la Marina Real Canadiense es ahora un barco museo en el sitio histórico marítimo de Pointe-au-Père.

En 2005 se enunció que los cuatro submarinos canadienses (excepto el Osiris, que fue desguazado en 1992 después de utilizarse piezas para repuestos) iban a ver vendidos para su desguace. Sin embargo, el HMCS Onondaga fue comprado por el Sitio histórico marítimo de Pointe-au-Père y remolcado hasta ese lugar desde Halifax en julio de 2008 para ser convertido en un barco museo. En julio de 2011, el Olympus, que había servido como buque de entrenamiento tras transferirse desde la Marina Real Británica pero que no llegó a entrar en servicio en Canadá, fue remolcado hasta Puerto Maitland (Ontario) para ser desguazado. El mismo destino tuvo el HMCS Okanagan en agosto de 2011. El HMCS Ojibwa fue parcialmente conservado en el Museo Militar de Elgin ubicado en Saint Thomas (Ontario), lugar hasta el que tuvo que ser remolcado.
De los submarinos clase Oberon brasileños, el Tonelero (S21) se hundió accidentalmente el 24 de diciembre de 2000 en los muelles de Praça Mauá de Río de Janeiro. El Riachuelo (S22) se conservó como barco museo y permanece expuesto en el Espacio Cultural de la Marina Brasileña en Río de Janeiro.
El submarino chileno O'Brien (S22) fue cedido a la ciudad de Valdivia para ser transformado en el primer submarino visitable de Chile. Las modificaciones para adaptarlo a fines museísticos fueron realizados en los astilleros de ASENAV.

### Submarinos sucesores
Los submarinos clase Oberon de la Marina Real Británica fueron sustituidos en primer término por la clase Upholder. Sin embargo, los cuatro Upholder que se botaron fueron modernizados y vendidos a la Marina Real Canadiense poco tiempo después, donde entraron en servicio bajo el nombre de clase Victoria, dando de baja a los Oberon canadienses. Tras la venta de los Upholder a Canadá, la Marina Real Británica dejó de operar submarinos convencionales, siendo toda su flota submarina de propulsión nuclear.
Los seis Oberon australianos fueron dándose de baja gradualmente según fueron entrando en servicio los seis nuevos submarinos clase Collins de fabricación local.
La Armada de Chile sustituyó sus dos submarinos Oberon con los dos nuevos clase Scorpène de origen franco-español: el O'Higgins (SS-23) y el General Carrera (SS-22).
La Marina de Brasil adquirió cinco submarinos Tipo 209 de fabricación local bajo licencia que dieron de baja a los tres Oberon.